# Alondra de la Parra
Alondra de la Parra est une cheffe d'orchestre mexicaine, née le 31 octobre 1980 à New York.

## Biographie
Née à New York, formée à la Manhattan School of Music au piano et à la direction d'orchestre, Alondra de la Parra a déjà dirigé plus de 70 orchestres sur plusieurs continents, notamment l'Orchestre symphonique de Houston, l'Orchestre symphonique de San Antonio (en), l'Orchestre de Paris et l'Orchestre national d'Île-de-France.
Elle est actuellement la directrice artistique de l'orchestre philharmonique du Jalisco au Mexique. Elle est la fondatrice et directrice artistique de l'Orchestre philharmonique des Amériques basé à New York et également « ambassadrice culturelle du tourisme du Mexique ». De plus, elle est directrice musicale du Queensland Symphony Orchestra (en) en Australie,.
En 2024, elle est nommée directrice artistique et cheffe d'orchestre principale de l'Orquesta y Coro de la Comunidad de Madrid (ORCAM) à compter de la saison 2024-2025, pour une durée de quatre ans.